# 策略槓桿
策略槓桿為投資理財的一個小技巧。指全球策略上的關鍵性策略支點，經由這個策略支點，可以在全球市場上產生重大的擴散作用。

## 資料來源
- 國際行銷管理